# Dwangs
Els dwangs (o nchumunus) són els membres d'un grup ètnic guang que viuen a la regió Brong-Ahafo de Ghana, a l'oest del llac Volta. La seva llengua materna és el dwang. El seu codi ètnic és NAB59a i el seu ID és 13267. Hi ha entre 8.200 (2003) i 11.000 dwangs.

## Situació territorial i pobles veïns
El territori dwang està situat al sud del llac Volta, a la regió de Brong-Ahafo, al sud e la zona de parla chumburung, a l'est dAtebudu-Amantin. Segons el mapa lingüístic de Ghana de l'ethnologue, el territori dwang limita amb el llac Volta a l'est; amb el territori dels kraches, dels kplangs i dels nchumburus al nord; amb el territori dels abrons a l'oest; i amb el territori dels àkans al sud.

## Llengua
El dwang és la llengua materna dels dwangs, que també parlen la llengua àkan. A més a més, poden entendre el chumburung, el kplang i el krache per proximitat geogràfica amb els seus parlants.

## Religió
El cristianisme és la confessió religiosa en la que creuen més dwangs (60%), seguida per les religions africanes tradicionals (38%) i n'hi ha una petita minoria que creuen en l'islam (2%). El 55% dels dwangs cristians són catòlics, el 30% són protestants i el 15% pertanyen a esglésies independents. Segons el joshuaproject, l'11% dels dwangs cristians segueixen el moviment evangèlic.